# Béla Földes
Béla Földes, född 25 september 1848 i Lugos (i det nuvarande rumänska länet Timiș), död 1945, var en ungersk nationalekonom och statistiker.
Földes blev 1882 professor i nationalekonomi och finansvetenskap vid universitetet i Budapest. Han anlitades i hög grad till utarbetandet av viktiga offentliga utredningar, däribland den 1892 inledda valutautredningen inför Ungerns införande av guldmyntfot. Han tillhörde den etisk-sociala riktningen i nationalekonomin med dragning åt katedersocialismen. 
Földes publicerade en mängd nationalekonomiska och statistiska skrifter, däribland en rad artiklar i facktidskrifter, i synnerhet om spannmålspriser och befolkningsstatistik. Hans huvudarbete är en större handbok, Tarsadalmi gazdaságtan ("Socialekonomins system": I. Socialekonomins allmänna grundsatser (1893), II. Använd och speciell socialekonomi (1894), fjärde upplagan 1905–07). Detta verk, som uppmärksammades även utanför Ungern, utmärker sig genom att för första gången på ett självständigt sätt, konsekvent införa det socialetiska synsättet i den ungerska, ditintills av den tyska starkt beroende, nationalekonomin. I hela sin bredd, inom det ungerska språkområdet, upptas de sociala frågorna till utredning och diskussion genom att tillämpa de förfäktade grundsatserna på konkreta nationella, sociala, ekonomiska och politiska förhållanden. Vidare kan nämnas Közgazdasági ertekézek ("Nationalekonomiska avhandlingar"; fyra band, 1902–13).
Földes valdes 1905 till ledamot av den ungerska riksdagen från valkretsen Nagy-Banya (det tidigare Frauenstadt) och var under en period vice ordförande i Förenade oavhängighetspartiet. I augusti 1917 inträdde han i den ungerska regeringen som chef för det temporära krigshushållningsministeriet. Han var även ledamot av Ungerska akademien och var 1917–18 vald till Budapestuniversitetets rektor.  